# Arthur B. Reeve
Arthur Benjamin Reeve (15 de outubro de 1880 – 9 de agosto de 1936) foi um escritor estadunidense, no gênero mistério. Ele se tornou mais conhecido por ter criado o personagem Professor Craig Kennedy, também conhecido como "The American Sherlock Holmes", e seu ajudante, Walter Jameson, um repórter de jornal, em vários romances e contos. A fama de Reeve se deu, principalmente, ao criar 82 histórias sobre Craig Kennedy, publicadas pela revista Cosmopolitan entre 1910 e 1918. As histórias foram organizadas em forma de livro, que saiu em 1918.
Reeve também foi roterista, tendo escrito o roteiro de vários filmes e seriados nos primeiros anos do cinema, adaptando seus romances e contos para a tela de cinema. Seu personagem Craig Kennedy esteve presente e se popularizou em vários filmes, e posteriormente foi adaptado para a série de televisão dos anos 1950, Craig Kennedy, Criminologist.

## Dados biográficos
Arthur Benjamin Reeve nasceu em Patchogue, Long Island, Nova Iorque. Ele se formou na Princeton University e frequentou a Faculdade de Direito de Nova York. Trabalhou como editor e jornalista antes de o personagem Craig Kennedy impulsioná-lo à fama nacional em 1911. Cresceu no Brooklyn e viveu sua vida profissional em vários endereços perto de Long Island Sound. Em 1932, mudou-se para Trenton para estar mais perto de sua alma mater, Princeton. Casou com Margaret Allen Wilson em 31 de janeiro de  1906, e tiveram 3 filhos.
Foi co-fundador (com Harry Houdini, John Grey e Louis Grossman) da Supreme Pictures Corp., uma companhia produtora cinematográfica, em 1919.
Faleceu em Trenton, Nova Jérsei, de complicações de bronquite asmática.

## Carreira literária
Sua carreira foi marcada por ficção, originalmente publicada em jornais e uma variedade de revistas, incluindo revistas como Country Gentleman, Boys' Life e  Everybody's. Eventualmente, ele foi encontrado apenas em revistas pulp como Detective Story Magazine e Detective Fiction Weekly.
Durante sua carreira como jornalista, Reeve acompanhou muitos casos de crimes célebres para vários jornais, incluindo o assassinato de William Desmond Taylor e o julgamento do seqüestrador de bebê dos Lindbergh, Bruno Hauptmann.

## Carreira cinematográfica

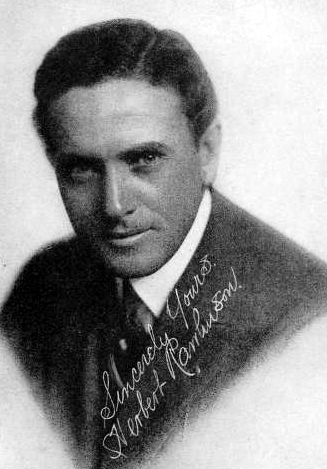
Herbert Rawlinson, que interpretou o detetive Craig Kennedy no seriado de Arthur B. Reeve, The Carter Case, em 1919.

Reeve começou sua carreira como roterista de filmes em 1914, com o seriado “The Exploits of Elaine”, e sua carreira cinematográfica atingiu o seu auge entre 1919 e 1920, quando seu nome apareceu em sete filmes, a maioria seriados, três deles estrelados por Harry Houdini.
Depois disso — provavelmente por causa da migração da indústria do cinema para Hollywood e o fato de Reeve permanecer no leste — Reeve trabalhou mais esporadicamente no cinema. Em 1927, Reeve entrou em um contrato (com John S. Lopez) para escrever uma série de filmes para o notório milionário-assassino Harry K. Thaw, sobre o assunto dos falsos espíritas. O negócio resultou em uma ação judicial, quando Thaw se recusou a pagar. No final de 1928, Reeve declarou falência.
Nos anos 1930, Reeve retomou sua carreira. Ele tinha uma rádio nacional de julho de 1930 até março de 1931, e publicou uma história intitulada The Golden Age of Crime.

## Craig Kennedy
Craig Kennedy, personagem criado por Arthur B. Reeve e que lhe deu fama, é um professor e cientista da Columbia University, similar a Sherlock Holmes, e usa seus conhecimentos de química e psicanálise para resolver seus casos, além de aparelhos exóticos (para a época), tais como detectores de mentiras, giroscópios e sismógrafos portáteis. Seu primeiro aparecimento foi em dezembro de 1910, na revista Cosmopolitan, em "The Case of Helen Bond", e fez no total 82 participações na revista, a última em agosto de 1918. Retornou em várias histórias curtas em diversas revistas, tais como The Popular Magazine, Detective Story Magazine, Country Gentleman, Everybody's Magazine, Flynn's e World Man Hunters, assim como em 26 romances. Através da década de 1910 e 1920, foi personagem de diversos seriados, incluindo um dos primeiros seriados estadunidenses, The Exploits of Elaine, de 1914.

## Literatura
- The Deadly Tube (1911)
- The Black Hand (1911)
- The Poisoned Pen[4] (1912)
- The Silent Bullet[5] (1912)
- The Dream Doctor[6] (1914)
- Gold of the Gods[7] (1915)
- The War Terror[8] (1915)
- The Ear In The Wall[9] (1916)
- The Treasure-Train[10] (1917)
- The Grim Game (1919)
- The Film Mystery[11] (1921)
- The Radio Detective (1925)
- The Golden Age of Crime (1931)
- The Stars Scream Murder (1936)
- The Carter Case, no Cosmopolitan Magazine, conto que deu origem ao seriado The Carter Case.
- The Amazing Expoits of the Cutching Hand
- The Campaign Grafter
- The Invisible Ray
- The Steel Door
- The White Slave
- The Exploits of Elaine[12]
- The Best Ghos Stories[13]
- Constance Dunlap[14]
- Guy Garrick[15]
- The Master Mystery[16]
- The Social Gangster[17]

## Filmografia

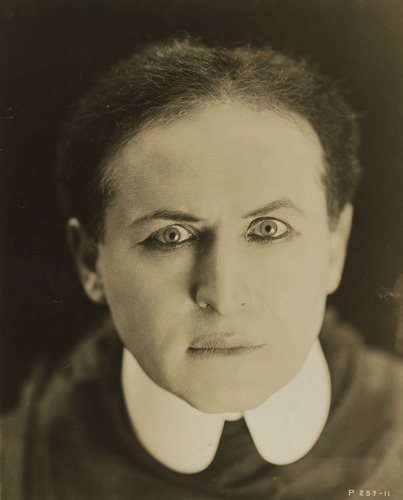
O mágico Harry Houdini, que estrelou três filmes escritos por Arthur B. Reeve.

- The Exploits of Elaine (seriado, do romance "The Exploits of Elaine") (1914)
- The New Exploits of Elaine (seriado, do romance "The Exploits of Elaine") (1915)
- The Romance of Elaine (seriado, do romance "The Romance of Elaine") (1915)
- The Hidden Hand (seriado) (1917)
- The House of Hate (seriado) (1918)
- The Carter Case (seriado, do conto "The Carter Case in Cosmopolitan Magazine") (1919)
- The Tiger's Trail (seriado) (1919)
- The Grim Game (1919),[18] filme com Harry Houdini.
- The Master Mystery (seriado com Harry Houdini) (1920)
- Terror Island (1920), com Harry Houdini.[19]
- The Mystery Mind (seriado, 1920)
- The Radio Detective (seriado, 1926)
- The Return of the Riddle Rider (seriado, 1927)
- The Mysterious Airman (seriado, 1928)
- Unmasked (1929)
- Finger Prints (seriado, 1931)
- The Amazing Exploits of the Clutching Hand (seriado, do romance "The Amazing Expoits of the Cutching Hand") (1936)

## Televisão
- Craig Kennedy, Criminologist (série de TV, 1952, 26 episódios)